# Альфред Гілман
Альфред Гудман Гілман (англ. Alfred Goodman Gilman; 1 липня 1941 року, в Нью-Гейвені, Коннектикут, США — 23 грудня 2015) — американський науковець, професор фармакології Південно-Західного медичного центру (Техаського університету, Даллас). У 1994 році разом із Мартіном Родбеллом він отримав Нобелівську премію з фізіології або медицини «За відкриття G-білків та ролі цих білків у сигнальної трансдукції в клітині».

## Життєпис
Альфред Гілман народився 1 липня 1941 року у місті Нью-Гейвен, штат Коннектикут. Його батько, Альфред Гілман, який викладав у медичній школі Єльського університету, разом із Луїсом Ґудманом випустив у тому ж 1941 році підручник для студентів «Фармакологічні основи терапії» (згодом підручник багаторазово перевидавався і редагувався, у тому числі і Гілманом-молодшим. Це найвідоміший підручник з фармакології для студентів медичних шкіл). На честь свого співавтора Альфред Гілман і назвав новонародженого сина — Альфред Гудман Гілман. Сам Гілман згадував, що його друг Майкл Браун жартував, що той — «… єдина людина, названа на честь підручника».
Альфред Гілман закінчив Єльський університет в 1962 році, і після нетривалої роботи в лабораторії Аллена Конні в Нью-Йорку вступив до аспірантури Університету Західного резерву — Кейса (Клівленд (Огайо)), де займався цАМФ. У 1971 році Гілман отримав посаду в Вірджинському університеті у Шарлотсвіллі. У 1981 році став завідувачем відділу фармакології в медичній школі Техаського університету (Даллас), а із 2005 — деканом Південно-Західного медичного центру цього університету.
У 1989 році Гілман отримав премію Альберта Ласкера за фундаментальні медичні дослідження, а в 1994 — Нобелівську премію з фізіології або медицини за відкриття G-білків.